# Біловодський сільський округ
Білово́дський сільський округ (каз. Беловодское ауылдық округі, рос. Беловодский сельский округ) — адміністративна одиниця у складі Жаксинського району Акмолинської області Казахстану. Адміністративний центр — село Біловодське.
Населення — 1043 особи (2021; 1524 у 2009, 2208 у 1999, 2764 у 1989).
Станом на 1989 рік існували Біловодська сільська рада (село Біловодське) колишнього Кійминського району, Кайрактинська сільська рада (села Кайракти, Набережне, Перекатне) та Перекатна сільська рада (селище Перекатна) Жаксинського району. Станом на 1999 рік існували Біловодський сільський округ (села Біловодське, Перекатне) та Кайрактинський сільський округ (села Казахське, Кайракти, Набережне, Старе Перекатне, Тарасовка). Пізніше села Тарасовка та Казахське були виділені в окремий Тарасовський сільський округ. 2016 року Кайрактинський округ був приєднаний до Біловодського. Того ж року було ліквідоване село Старе Перекатне.

## Склад
До складу округу входять такі населені пункти:
| Населений пункт       | Населення, осіб (1989) | Населення, осіб (1999) | Населення, осіб (2009) | Населення, осіб (2021) |
| --------------------- | ---------------------- | ---------------------- | ---------------------- | ---------------------- |
| Кайракти, село        | 989                    | 654                    | 347                    | 165                    |
| Біловодське, село     | 781                    | 815                    | 587                    | 450                    |
| Набережне, село       | 143                    | 11                     | -                      | -                      |
| Перекатне, село       | 649                    | 575                    | 520                    | 428                    |
| Старе Перекатне, село | 202                    | 153                    | 70                     | -                      |